# Julien Baker
Julien Rose Baker (ur. 29 września 1995 w Germantown, Tennessee) – amerykańska piosenkarka i multiinstrumentalistka z Germantown, Tennessee. Członkini zespołu boygenius, wraz z Phoebe Bridgers oraz Lucy Dacus, oraz duetu z Torres. W swojej twórczości często porusza tematy walki z nałogami, wiary Chrześcijańskiej, chorób psychicznych oraz sporów natury człowieka. Jako członkini Boygenius została nominowana do sześciu nagród Grammy's, wygrywając trzy z nich. 

## Życiorys
Julien urodziła się 29 września 1995 roku w Germantown. Wychowała się w religijnej rodzinie w Bartlett i uczęszczała do chórku kościelnego, a gry na gitarze nauczyła się na gitarze swojego ojca. Jako nastolatka, po usłyszeniu w telewizji zespołu Green Day odkryła alternatywną scenę muzyczną, słuchając zespołów jak My Chemical Romance i Death Cab for Cutie. W późniejszych latach zaczęła słuchać oraz inspirować się metalem oraz punkiem.  Uczęszczała do Arlington High School oraz Tennessee State University, porzuciła jednak szkołę aby koncertować. Do kampusu powróciła jesienią 2019 roku.  

## Kariera
Swoją karierę Julien zaczęła od występowania w zespole The Star Killers”, który zmienił nazwę w 2015 roku na Forrister”. Piosenki zaczęła pisać na początku nauki w uniwersytecie Tennessee State University. Razem z przyjacielem Michaelem Hegnerem nakręciła EP-kę, która później zmieniła się w debiutancki album Baker - Sprained Ankle wydany w październiku 2015 roku. Album odniósł sukces, zajmując wysokie pozycje w rankingach najlepszych albumów 2015 roku.  
7 marca 2016 roku Julien wystąpiła w NPR Tiny Desk Concert. Podczas występu nawiązała do utworu „Sad Song #11”, który później został wydany jako Funeral Pyre razem z Distant Solar System jako single. 1 grudnia 2016 roku piosenka „Decorated Lawns” pojawiła się na komplikacji utworów Jingle Yay Punk Talks.  
Baker występowała dla m.in. Paramore, Conora Obersta, The Decemberists, Belle & Sebastian czy Manchester Orchestra. W 2017 podpisała kontrakt z Matador Records i w tym samym roku wydała album „Turn Out The Lights”. Dzień później pojawiła się na CBS This Morning. 3 stycznia 2018 roku zadebiutowała na The Late Show with Stephen Colbert ze swoją piosenką „Turn Out The Lights”.  
W 2018 roku Julien, Phoebe Bridgers oraz Lucy Dacus utworzyły zespół „boygenius” wydając EP-kę o tym samym tytule poprzedzoną trzema piosenkami 26 października 2018 roku. Na albumie znajdowało się 6 utworów. W następnych latach mogliśmy usłyszeć Boygenius w tle ich solowych projektów, jak np. w utworze "Graceland too" Phoebe Bridgers z jej albumu Punisher, lub "Please Stay" Lucy Dacus z albumu "Home video". Boygenius powróciły po przerwie w 2023 roku, wydając swój pierwszy album "The record". Album odniósł ogromny sukces zyskując 6 nominacji Grammy's oraz 3 wygrane nagrody. Zespół wyruszył w pierwszą światową trasę koncertową, grając koncert m.in. na festiwalu muzycznym Coachella.
W 2019 roku Baker wydała parę singli, takich jak "Red Door" i "Conversation Piece" oraz "Tokyo" i "Sucker Punch". Wszystkie cztery piosenki spotkały się z bardzo dobrym odbiorem, mimo że odrobinę różniły się od starszych utworów Julien.

21 października 2020 roku Julien ogłosiła następny albumu „Little Oblivions”. Ukazał się on 26 lutego 2021 roku.